# Língua mixe do istmo
O Mixe do istmo, chamado Mixe das terras baixas por Wichmann (1995), é uma língua Mixe do México que é falada nas aldeias de San Jose el Paraíso, Mazatlán, San Juan Guichicovie Camotlán, Oaxaca

## Gramática
O Mido istmo tem se ordem de palavras como sujeito–objeto–verbo (SOV). Apresenta preposições e posposições, genitivos e demonstrativos que ficam antes de núcleos de substantivos, As orações relativas ficam após o núcleo.Usualmente a língua é classificada como aglutinante.

## Escrita
A língua usa o alfabeto latino, embora a maioria de seus falantes seja analfabeta;

## Fonologia
|           | Labial | Alveolar | Palatal | Velar | Glotal |
| --------- | ------ | -------- | ------- | ----- | ------ |
| Nasal     | m      | n        |         |       |        |
| Plosiva   | t      |          | k       | ʔ     |        |
| Africada  |        | t͡s       |         |       |        |
| Fricativa |        |          | ʃ       |       | h      |
| Semivogal | w      |          | j       |       |        |

Dieterman acredita que cada consoante pode ser modificada pela adição de palatalização secundária].
|         | Anterior (não arredondada) | Central (não arredondada) ) | Posterior (arredondada) |
| ------- | -------------------------- | --------------------------- | ----------------------- |
| Fechada | i                          | ɨ                           | u                       |
| Medial  | e                          |                             | o                       |
| Aberta  |                            | a                           |                         |

## Amostra de texto
Mateus: 9-13)
9.	A paadyëts, jëduꞌunëts ajxy mgojxtënaꞌawët: “Dios Teety tsajtpootypë, ween miich ajxy oymyënaajë xywyinguꞌudsëgëꞌëy, ix waꞌats oy miich nëgëꞌë nëdekpyë.
10.	Min miich aneꞌem ma ëjtsën. Nej michë mjoot chokyën, ween jeꞌe tyuñ ma ëda jëyaꞌay yabë naax wiinbë ajxyën, jëduꞌun nepy jim tsajtpootypën.
11.	Ëjtsë kaayëëk uukëëk mooyëk ja jëdaꞌa gëxpë.
12.	Ëjtsë nbojpë ngëdyeey mëmeeꞌxëk, jëduꞌun nepy ëjts nmëmeeꞌxyën ja ëjts të xymyagëdyeeyëbë.
13.	Kaꞌa ëjts xyñëduky jëduꞌun ëjts ngugaꞌawëꞌëwët ma ëjts ja axëëkpë ënajty xywyinmaꞌantyꞌíxyën, yakꞌawaꞌatspëdsëëmëk ëjts ma ja axëëkpën. [Ix miichë mꞌaneꞌemt jeꞌe, mëdë mmëjaa, mët ja mmëj jaanchpë, këjxtaꞌaxyëë.” Jëduꞌun jeꞌe.
Português
9. Assim, portanto, orai: Pai nosso que estás nos céus, santificado seja o teu nome.
10. Venha o teu reino. Seja feita a tua vontade assim na terra como no céu.
11. Dá-nos hoje o pão nosso de cada dia.
12. E perdoa-nos as nossas dívidas, assim como nós perdoamos aos nossos devedores.
13. E não nos deixes cair em tentação, mas livra-nos do mal, porque teu é o reino, e o poder, e a glória, para sempre. Um homem. Zource: https://www.kingjamesbibleonline.org/Matthew-Chapter-6/#9